# HMS Whirlwind (R87)
HMS Whirlwind (R87/D30/F187) là một tàu khu trục lớp W được Hải quân Hoàng gia Anh Quốc chế tạo trong Chương trình Khẩn cấp Chiến tranh của Chiến tranh Thế giới thứ hai. Sống sót qua cuộc xung đột, nó được cải biến thành một tàu frigate nhanh chống tàu ngầm Kiểu 15 vào năm 1953, xếp lại lớp với ký hiệu lườn F187, và bị đánh chìm như một mục tiêu năm 1974. Nó là chiếc tàu chiến thứ hai của Hải quân Hoàng gia mang cái tên này.

## Thiết kế và chế tạo
Whirlwind được đặt hàng vào ngày 3 tháng 12 năm 1941 như một phần của Chi hạm đội Khẩn cấp 9, và được chế tạo tại xưởng tàu của hãng Hawthorn Leslie. Nó được hạ thủy vào ngày 30 tháng 8 năm 1943.

## Lịch sử hoạt động
Whirlwind đã phục vụ trong cả Thế Chiến II lẫn trong cuộc Chiến tranh Lạnh. Nó tạm thời mang ký hiệu lườn D30 khi được phối thuộc hoạt động cùng Hải quân Hoa Kỳ tại Mặt trận Thái Bình Dương vào cuối Thế Chiến II. Sau chiến tranh, nó được cải biến vào năm 1953 thành một tàu frigate chống tàu ngầm Kiểu 15, và mang ký hiệu lườn mới F187.
Vào năm 1954, Whirlwind tham gia việc trục vớt xác một máy bay phản lực dân dụng Havilland Comet bị rơi ngoài khơi đảo Elba. Đến năm 1956, nó nằm trong thành phần lực lượng Hải quân Hoàng gia được bố trí đến khu vực Đông Địa Trung Hải trong khuôn khổ Chiến dịch Musketeer nhân vụ Khủng hoảng kênh đào Suez. Vào lúc này, nó thuộc biên chế Hải đội Frigate 5.
Vào năm 1964, cùng với chiếc HMS Rothesay, Whirlwind được bố trí tuần tra ngoài khơi quần đảo Bahama ngăn chặn sự vận chuyển bất hợp pháp từ Cuba.
Whirlwind bị đắm trong vịnh Cardigan, ở tọa độ 52°16′47″B 04°40′41″T / 52,27972°B 4,67806°T, vào ngày 29 tháng 10 năm 1974, khi được sử dụng như một mục tiêu.